# LUFS
K计权满度相对响度（LKFS）是一种用于广播电视系统和其他音视频流媒体服务中，用于音频标准化的标准响度测量单位。 
LKFS是在ITU-R BS.1770中被标准化的。
2011年3月，国际电信联盟 (ITU) 发布了该建议书的第二版(ITU-R BS.1770-2)，并引入了"响度门"(Loudness Gate)。
2012年8月，ITU第三次修订了该标准，即ITU-R BS.1770-3。
2015年10月，ITU第四次修订了该标准，即ITU-R BS.1770-4。
2023年11月，ITU第五次修订了该标准，即ITU-R BS.1770-5。
满度相对响度（LUFS）是EBU R 128中引入的词汇，这与LKFS是等价的。
欧洲广播联盟(EBU)建议国际电信联盟(ITU)将该单位改为 LUFS，因为LKFS不符合科学命名法(Nomenclature)，也不符合ISO 80000-8(国际数量体系-声学)中规定的标准。此外，EBU建议，当LUFS表示Lk相对于数字满量程的值时，k计权响度级别的符号应为Lk，这时 Lk与LUFS是等价的。
LKFS和LUFS相同，因为它们都是以绝对尺度来测量的，并且都等于1分贝(dB)。
响度单位（LU）是EBU R128中使用的附加单位，它描述 Lk时没有直接的绝对参考，因此描述了响度水平差异。